# Fadrique Enríquez de Castilla
Fadrique Enríquez de Castilla (1388-Castillo de Peñafiel, 22 de marzo de 1430). Noble castellano, hijo del conde Pedro Enríquez de Castilla y de Isabel de Castro, fue I duque de Arjona y conde de Trastámara, Lemos, Sarria, Viana del Bollo, pertiguero mayor de Santiago y I señor, entre otras muchas, de las villas de Ponferrada y Villafranca de Valcárcel. Era bisnieto del rey Alfonso XI de Castilla. 

## Orígenes familiares
Fue hijo de Pedro Enríquez de Castilla, conde de Trastámara, y de Isabel de Castro, y por parte paterna fueron sus abuelos Fadrique Alfonso de Castilla, maestre de la Orden de Santiago, y Constanza de Angulo. Por parte materna era nieto de Alvar Pérez de Castro, conde de Arraiolos, y de María Ponce de León. Fue hermano de Beatriz Enríquez de Castilla y tío de Pedro Enríquez, obispo de Mondoñedo entre los años 1426 y 1445, y era primo segundo del rey Enrique III de Castilla y tío del rey Juan II.

## Biografía
Según algunos autores nació en 1388. Su padre, Pedro Enríquez, fue conde de Trastámara, Lemos, Sarria, Viana del Bollo, condestable de Castilla, pertiguero mayor de Santiago y comendero mayor del obispado de Mondoñedo y de otros muchos monasterios gallegos. También fue señor, entre otras muchas villas, de Traba, Castro Caldelas, Ponferrada, Villafranca del Bierzo, Alba de Tormes y Paredes de Nava.
A la muerte del conde Pedro Enríquez, que falleció en la ciudad de Orense el 2 de mayo de 1400, su hijo Fadrique heredó los condados de Trastámara y Lemos y el señorío de Sarria, entre otros muchos. Fray Malaquías de la Vega señaló que el 22 de mayo de 1400 el rey Enrique III de Castilla confirmó al duque Fadrique Enríquez el título de conde de Trastámara, y ese historiador basó sus afirmaciones en numerosos documentos desaparecidos del antiguo archivo de los condes de Lemos.
Además, Fadrique Enríquez siempre confirmó en los privilegios de la época con los títulos de conde de Trastámara, Lemos y Sarria, heredados de su padre. El duque formó parte del partido del condestable Álvaro de Luna, que intentaba contrarrestar la influencia de los Infantes de Aragón en la Corte castellana de Juan II de Castilla. Como reconocimiento fue nombrado por el rey miembro del Consejo Real en 1423, y también en ese mismo año duque de Arjona y pertiguero mayor de Santiago por el arzobispo de Santiago de Compostela, Lope de Mendoza.
Sin embargo, cambió de bando en 1425 y comenzó  apoyar a los infantes de Aragón contra el condestable, que en 1428 logró recuperar el control de la situación, eliminando a los infantes y a sus partidarios del mapa político, pero fue encarcelado en 1429 por orden del rey Juan II en el castillo de Peñafiel y a continuación despojado de todos sus títulos y posesiones.
Murió preso en el castillo de Peñafiel en 1430, en el mes de marzo, según algunos autores, aunque otros aseguraron que falleció el día 20 de ese mes y otros que el día 22. Según algunos historiadores podría haber sido ajusticiado por orden de Juan II de Castilla, aunque otros afirman que falleció de muerte natural. A su muerte, su patrimonio se dispersó, y sus exequias, a las que asistió el rey Juan II, se celebraron en el monasterio de Santa Clara de Astudillo, y en la Crónica del rey Juan II se consignó que al saber la noticia de que su pariente había muerto:

Se vistió de paño negro e lo truxo nueve días por el debdo que con él había, e mandó hacer sus obsequias en el Monasterio de Santa Clara de Astudillo muy honorablemente.

En la Crónica de Juan II de Castilla consta que en un primer momento los restos del duque Fadrique fueron sepultados junto a los del célebre magnate Don Juan Manuel, que era nieto del rey Fernando III de Castilla, en el convento de San Pablo de Peñafiel:

Fue enterrado en el Monasterio de los Predicadores que es en Peñafiel, acerca e bajo de la sepultura de don Juan Manuel que en este Monasterio está enterrado.

Tras el arresto del duque Fadrique sus villas de Monforte de Lemos y Sarria, entre otras, fueron entregadas por el rey al condestable Álvaro de Luna, aunque Franco Silva no mencionó que este último recibiera el título de conde de Sarria sino exclusivamente la villa.

## Sepultura

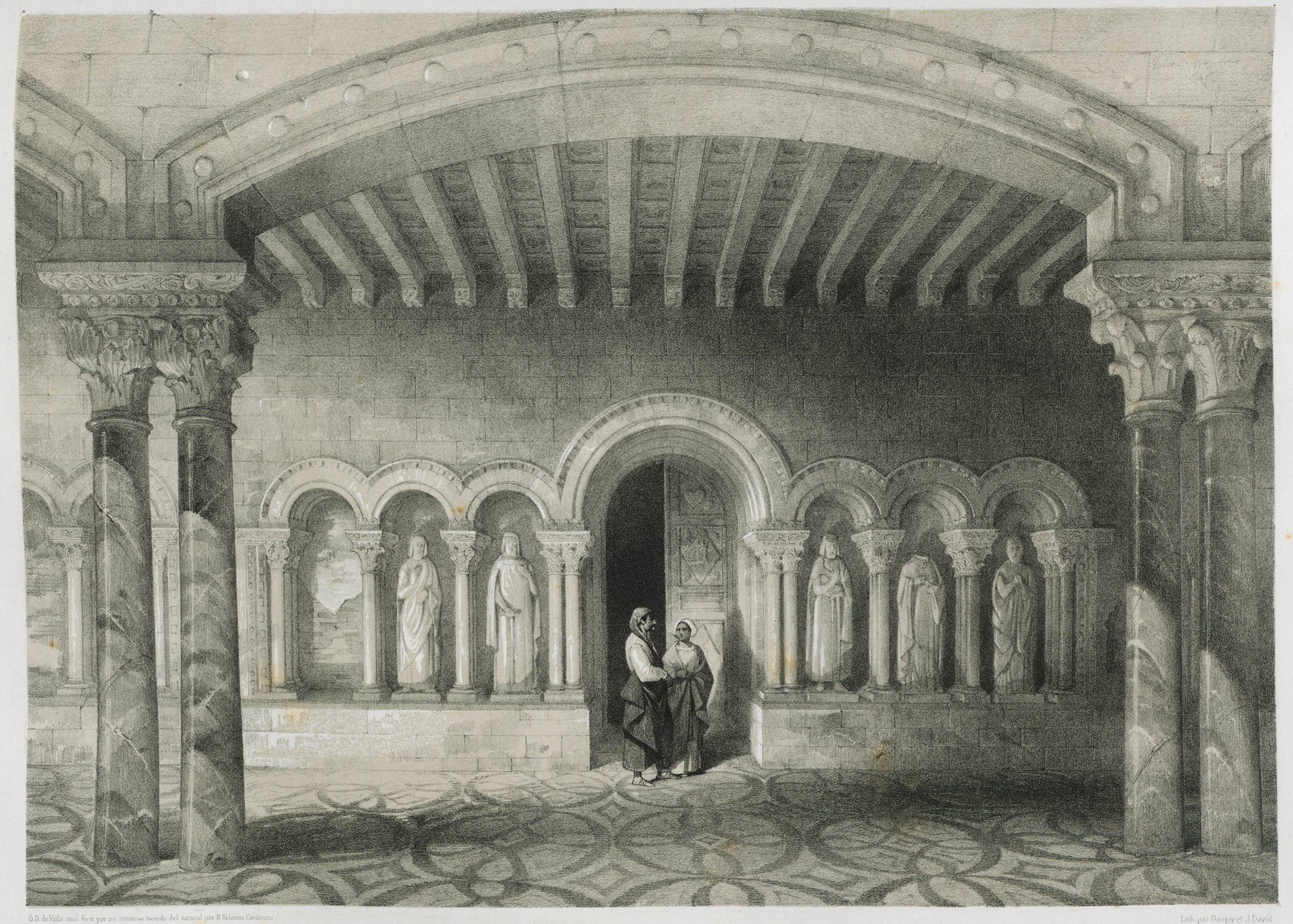
Grabado titulado Dans le Monastère de Bénévivere, realizado por Jean-Charles Danjoy. (1842).

Posteriormente los restos de Fadrique Enríquez de Castilla fueron trasladados por Pedro Ruiz Sarmiento, que era pariente cercano suyo, a la desaparecida abadía de Santa María de Benevívere, donde recibieron sepultura. Esta abadía, que era regentada por los canónigos regulares de san Agustín, estaba situada en Carrión de los Condes, y hay constancia de que el sepulcro que contuvo los restos del duque Fadrique Enríquez, según afirmaron en el siglo XIX los miembros de la comisión de monumentos palentinos, «medía seis pies de largo por tres de ancho y en su centro ostentaba un escudo cuya lectura sería de campo dorado, seis roeles azur», correspondiente al linaje Castro». Hay constancia de que junto a su tumba, que se encontraba en la sala capitular de la abadía de Benevívere,  estuvo colocado el siguiente epitafio:

AQUI YACE EL MUY ESFORZADO CABALLERO DON FADRIQUE DE CASTRO, DUQUE DE ARJONA. TRAXÓLO A ESTA CASA PERO RUIZ SARMIENTO, PRIMER CONDE DE SALINAS, SU SOBRINO. MURIÓ EN EL CASTILLO DE PEÑAFIEL EN PRISIÓN. AÑO MCCCCXLII.

Sin embargo, como señaló la historiadora Lorena García García, hay constancia al menos desde el siglo XVII de que los restos mortales de Fadrique Enríquez fueron trasladados, en fecha desconocida, desde la abadía de Benevívere al convento de Santa Clara la Real de Toledo, donde permanecen sepultados en la actualidad bajo una losa de pizarra negra adornada con su escudo de armas, que es idéntico al que utilizó su padre, en el llamado coro de las monjas de la iglesia, junto a los de otros miembros de la realeza castellana como Inés e Isabel Enríquez, que eran hijas ilegítimas de Enrique II y fueron abadesas de ese convento, y el obispo de Lugo fray Juan Enríquez, que al igual que Fadrique Enríquez era bisnieto de Alfonso XI de Castilla.

## Matrimonio y descendencia
Contrajo matrimonio el 26 de febrero de 1405 con Aldonza de Mendoza, hija del almirante de Castilla Diego Hurtado de Mendoza, señor de Hita y Buitrago, y de María Enríquez, que era hija ilegítima a su vez del rey Enrique II de Castilla. Además, Aldonza de Mendoza era hermanastra del marqués de Santillana, pero ella y el duque Fadrique Enríquez no tuvieron descendencia.
Sin embargo, hay constancia de que mantuvo una relación extramatrimonial con una dama llamada Aldonza Alfonso, que era vecina de la ciudad de Orense, y de que fruto de esa relación nacieron tres hijos ilegítimos:
- Alonso de Castro (m. después de 1425). Fue señor de Otero de Rey y paje del rey Juan II de Castilla, quien lo legitimó como hijo del duque Fadrique en 1425.[21] Falleció «a temprana edad» y fue sepultado en el convento de la Magdalena de Sarria, en el que algunos autores señalaron equivocadamente que había sido sepultado su padre, pero en un documento de 1502 consta que el sepultado allí fue Alonso de Castro.[37]
- Isabel Enríquez.
- Constanza Enríquez.